# Манихейское письмо
Манихейское письмо — система консонантного письма (абджад), происходящая из семитской семьи письменных систем и связанная с распространением манихейской религии из Юго-Западной в Центральную Азию и за её пределы, начиная с III века. Является сиблингом (имеет общую предковую форму) по отношению к ранним формам пехлевийского письма. Обе системы развились из имперского арамейского письма, которым Ахеменидская администрация записывала свой особый официальный диалект арамейского языка. В отличие от пехлевийского, манихейское письмо обнаруживает влияние согдийского письма, которое, в свою очередь, происходит из сирийской ветви арамейского письма. Манихейской письменность названа так потому, что манихейские тексты приписывают создание этой письменности самому Мани. Данное письмо используется для записи среднеперсидского языка.
Ранние манихейские тексты написаны ещё на сирийском арамейском языке и соответствующим письмом, они классифицируются как сирийские / арамейские. Более поздние тексты записывались манихейским письмом на трех этнолектах среднеиранского языка:
- диалект Согдианы на востоке, где проживало большое число манихеев;
- диалект Парфии на северо-востоке, неотличимый от мидийского на северо-западе;
- диалект Парсы (собственно Персии) на юго-западе Ирана, ранее известный как парси.

Манихейская система письма не имеет того большого числа унаследованных от канцелярского имперского арамейского письма логограмм и идеограмм семитских языков, которые являются неотъемлемой характеристикой пехлевийского письма. Кроме того, манихейское правописание было менее консервативным и в большей мере соответствовало произношению своего времени: например, āzād «благородный, свободный», в пехлеви писалось ʼčʼt, но ʼʼzʼd в манихейском среднеперсидском того же периода.
Манихейское письмо не было единственным, используемым в манихейских рукописях. Записи на часто применявшемся согдийском языке делались согдийским (уйгурским) письмом. Вне манихейства для диалекта Парсы также использовались другие системы письма, включая пехлеви (в данном случае известный как зороастрийский пехлеви) и авестийское письмо (в данном случае известный как пазенд).
Поскольку манихейство преследовалось в Месопотамии и в регионах Сасанидской империи, на своей исторической родине, оно укоренилось в Центральной Азии и вдоль Шелкового пути. Манихейство было официальной государственной религией уйгуров в течение пяти веков (с VIII по XII век), поэтому большое число манихейских рукописей, найденных в Турфане, написаны на упомянутых выше иранских языках, а также на уйгурском и тохарском языках.

## Характеристика
Как и в большинстве консонантных систем письма, направление письма в манихейской письменности справа налево, а гласные отсутствуют. В частности, имеются определённые согласные, которые соединяется с соседними буквами в словах с обеих сторон, согласные, которые соединяются только справа, согласные, которые соединяются только слева, и согласные, которые вовсе не соединяются. Для сравнения в самом известном консонантном письме, арабском, согласные соединяются с обеих сторон или справа. В манихейском письме есть специальный знак для связки ud (союз «и»). Для обозначения сокращений над буквами помещаются две точки. Имеется несколько знаков препинания, указывающих заголовки, деление страниц, разделение на предложения и др. Существуют обязательные связки для определённых комбинаций, включающих «n» и «y». Числа составляются из символов для 1, 5, 10, 20 и 100 и различимы визуально. Имеются также дополнительные формы ряда букв.

## Юникод
Манихейский алфавит (U+10AC0-U+10AFF) добавлен в Юникод в июне 2014 года с выходом версии 7.0.